# アメリカ例外主義

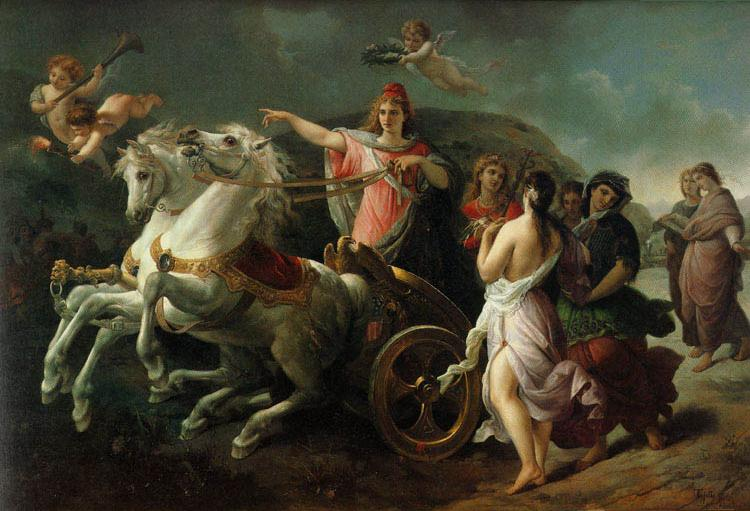
Progress of America. 1875年の絵画

アメリカ例外主義（アメリカれいがいしゅぎ、英: American exceptionalism）またはアメリカ例外論（アメリカれいがいろん）とは、アメリカ合衆国がその国是、歴史的進化あるいは特色ある政治制度と宗教制度の故に、他の先進国とは質的に異なっているという信条として歴史の中で使われてきた概念である。その違いはアメリカ人の仲間の間で断定的優越性として表現されることが多いが、それには通常、歴史的時代や政治の流れに大きく依存して変化する証拠、合理化あるいは説明とされるものが付けられる。
しかし、この言葉はアメリカの政治を批評する者達からは否定的な意味で使われることもある。

## 概観
社会科学者のドロシー・ロスはアメリカ例外主義に3つの包括的変形があると主張した。
1. 超自然論的説明、神がアメリカを「ハイツ」（heights：丘の上の町）として選び、世界の他地域に前例として働くように仕向けたと強調する。
2. 発生学的解釈、人種的な特性、民族性あるいは社会的・文化的性を強調する。
3. 環境的な説明、地形、気候、天然資源の有用性、社会構造および政治経済の型のような環境的要因を強調する。

例外主義という言葉は1831年にアレクシス・ド・トクヴィルによって、アメリカ合衆国を対象に初めて使われた。アメリカ例外主義はマニフェスト・デスティニーの概念に近いものである。マニフェスト・デスティニーは1840年代にジャクソン流民主主義者によって使われた言葉であり、現在のアメリカ合衆国西部（オレゴン準州、テキサス併合、およびメキシコ割譲地）の大半を領土に含めていくことを促進した。この言葉は1890年代にも共和党によって使われ、北アメリカ州の外にアメリカ合衆国が拡張していくことの理論的正当化に応用された。
アメリカ例外主義は、アメリカ合衆国が国々の中でも例外的な立場にあり、国際法がアメリカの利益に供する場合を除いてそれに縛られるべきではないという信念を表現するようにもなった。この立場は、アメリカ合衆国自体が世界でも最初に規範を作り上げたことで大きな責任が有るという見解故に、国際法（特に国際的な人権の規範）を侵すことはできないという（通常は暗黙の）前提によって動かされている。この見解は、対テロ戦争の原理の元でアメリカの人権侵害に対する国際的な非難があるために、特に強調されてきた。
アメリカ例外主義に通常引用される根拠は、アメリカ合衆国とその国民が、個人と経済に焦点を当てた憲法に謳われる理想によって支配される公共と個人の利益の固有のバランスから得られる人間性についての機会と希望を与えることによって、世界でも特別の位置に有るとする考え方である。それ故に、アメリカあるいはアメリカ人の道徳的優越性を示すためにアメリカ合衆国市民によって使われている。他にも、この国に特権的地位を与え、実際の国民及び政府によって常に支持されているかもしれないし、支持されていないかもしれない、それ自体例外的理想としてアメリカ的概念を表現するときに用いられている。しかし、研究者や学界では通常、アメリカ人と他の先進民主主義の国の国民との間で世論や政治的行動におけるはっきりとした測定可能な違いを厳密に意味する時にこの言葉を使っている。
アメリカ例外主義に反対する者は、それが自民族中心主義やプロパガンダ（政治的宣伝）以上のものであると信じている 。アメリカが世界の中心にあるという考え方に関する正当化は、過去にも現在にも他の多くの国が他の国とは異なる例外的性質あるいは使命を主張したのと本質的に類似していると論じている。イギリス帝国が絶頂期に在ったときのイギリス、イスラエル、ソビエト連邦、ナチス・ドイツが明らかな例外主義を主張したし、古代ローマや中国のような歴史上の多くの帝国、および歴史に登場した広い範囲の小さな王国や種族も同様であった。それぞれの場合の根拠については、その置かれた環境や文化的な背景と価値観、および自己の考える国の目的を引き合いに出して、何故その国が他の国に比して例外的であるかを表明してきた。それ故にアメリカ例外主義を信じる者と、それに同意しない者との見解の間にははっきりとした線引きがなされている。

## 歴史的流れの中での要因
アメリカ例外主義を突き詰めると、「専政に対する自由」の「配慮された選択」が適度に行われ、それがアメリカ社会が「首尾良く」発展した理由の中心にあるという主張である。このことを心に留めると、アメリカ例外主義は多くの国民的例外主義運動のまさに一つである。

### ピューリタンという要因
アメリカ合衆国における初期イギリス人植民者の理論は、ニューイングランドに入植したピューリタンと呼ばれるプロテスタントによって体現された。アルミニウス主義を学んだ多くのピューリタンは、厳格なカルヴァン主義予定説とそれほど厳格ではない神の摂理神学との中間的立場を採った。彼らは神がその民と契約を結び、地球上の他の国民を導くために彼らを選んだと信じた。ピューリタンの指導者ジョン・ウィンスロップはこの考えを、新約聖書から引用した「丘の上の町」（City upon a Hill）という譬えで表現した。丘の上にある町は下から仰ぎ見る視線が絶えず注がれるように、ニューイングランドのピューリタン社会への視線も絶えず他の世界から注がれ、この社会が全世界の社会のモデルになるべきであるという考えである。この譬えは例外主義の反対者によってもしばしば使われている。
ニューイングランドのピューリタンの世界観は劇的に変化し、大西洋岸中部や南部の植民地における他のプロテスタントの教えの強い影響力もあったが、ピューリタンの深い道徳的価値観は何世紀もアメリカ合衆国の国民的同一性の一部で有り続け、現在でもその影響が残っている。アメリカ例外主義はアメリカのピューリタンにそのルーツを辿ることができる。

### アメリカ合衆国の独立と共和主義
アメリカ例外主義の歴史における一里塚はアメリカ合衆国の独立である。アメリカ合衆国の独立を成し得た思想は、イギリス本国からは拒絶され続けた共和主義の伝統から出てきたものである。トマス・ペインの『コモン・センス』は、アメリカがもはやヨーロッパの延長ではなく、新しい土地であり、ほとんど限りない潜在力のある国であり、イギリス母国を凌ぐ機会のある国であるという信条を初めて表現した。このような感覚がアメリカ例外主義の革命的考え方に対して知的な基礎となり、主権は人民にあり、世襲的支配階級にはないという共和主義と密接に結びついた。
アレクシス・ド・トクヴィルはアメリカの進歩的民主主義の性格を強調し、民主主義がまだどこでも主流ではなかった1830年代に社会や文化のあらゆる面で定着していたと論じた。

### 移民
例外主義の核となる議論は、アメリカが2つの理由で世界のあらゆる所から移民を異常なくらい惹き付けたということである。最初の理由は、アメリカ例外主義者の提唱するように、経済的および政治的機会が無限にあり、異常に高い社会的流動性があったということである。19世紀遅くから、アンドリュー・カーネギーやカール・シュルツのような移民が経済や政治の仕組みの中で頂点まで登り詰めた。「アメリカン・ドリーム」とは、アメリカの制度には豊富な機会があると認識されていることを言っている。2つめの理由は、アメリカ人の価値観を受け入れれば、移民がアメリカ人になれることである。

### 冷戦
冷戦期間中のアメリカ例外主義は、専政との戦いに関わる自由と反共主義を人格化したアメリカ的生活様式としてしばしば報道機関に取り上げられた。この考え方は、元々アメリカ合衆国と19世紀ヨーロッパ列強とを区別するようにしたもので、何度も多くの文脈で使われてきた感情の残りを使ったものだが、冷戦の時はアメリカ合衆国を指導者とする資本主義的民主主義と、共産主義国を区別するために使われた。この期間のアメリカ例外主義は、アメリカ合衆国が制御できない国際的な制度への参加を拒否した悪意有る反国際主義者の動きの中で、それ自身を明示していた。例えば、ブリッカー修正運動はアメリカ合衆国による世界人権条約の採択を拒否した。

## アメリカ例外主義に対する議論の諸側面
アメリカ例外主義が如何なる場合も優越性を示唆しているのではないことに注意する必要がある。例えば、アメリカで独特の性格は南部の奴隷制と人種差別の名残を含んでいる。V・O・キーの著書『州と国の南部政治』（1951年）では、南部の政治はアメリカの制度の中でも「例外的」であると論じている。このことで、キーは単に奴隷制の遺産によってはっきりと記された者が賞賛に値しないことを意味している。

### 国民性に関する共和党の精神と概念
アメリカ例外主義の反対者は、アメリカ合衆国が共通の相続財産や民族性、一握りの支配階級によるのではなく、共和主義の理想の上に建国されたことが例外的だと論じている。エイブラハム・リンカーンがゲティスバーグ演説を行うときに、アメリカは「自由と考えられ、かつ全ての者が平等に生まれているという命題に捧げられた」国であることから始めた。この見解では、アメリカは自由と平等に一体不可分である。アメリカはしばしばこれらの理想を海外へ拡げようとした。顕著な例が第一次世界大戦と第二次世界大戦であり、冷戦であり、今日ではイラク戦争であると主張されている。評論家はこれらの紛争におけるアメリカの政策はこれらの理想を拡げるという願望よりも経済的あるいは軍事的な利己利益によって動かされているのであり、奴隷経済として南アメリカ州の国々を使う長い歴史を指摘し、必要な場合はアメリカが後ろ盾となった独裁政権に対する民主的革命を抑圧していると論じている。
アメリカ合衆国の政策は連邦主義や「抑制と均衡」の仕組みで始まって以来如何なる個人も、党派、地域あるいは政府機関も強力になり過ぎることを妨げるようにされていることで特徴づけられてきた。アメリカ例外主義者の中にはこの仕組みとそれにともなう権力集中に対する不信によって、アメリカが「多数による圧政」を味わうことを妨げ、地方に住む市民であってもそこの法律が市民の価値観を反映していることを許すものでもあると論じる者がいる。アメリカ例外主義を批判する者は、この仕組みは国の多数派の力が諸州を抑えることを、州による権力が地方政体を抑えることで肩代わりされているだけだと主張している。均衡の上で、アメリカの政治制度は疑いもなく地方の支配を許すが、より中央集権的な仕組みが果たしているよりもより国としての支配を妨げている。

### 開拓者精神
アメリカ例外主義の反対者はしばしば、「アメリカン・スピリット」あるいは「アメリカン・アイデンティティ」が辺境（フレデリック・ジャクソン・ターナーの辺境理論に従う）で作られたと主張する。そこでは厳しく自然のままの条件がアメリカの国民的活力を生んだ。しかし、この「開拓者精神」はアメリカ合衆国特有のものではなく、例えばカナダ、南アフリカ、アルゼンチンおよびオーストラリアでもパイオニアによって同じように開拓され、その国民性を形作って来た長い歴史がある。実際にイギリス帝国の植民地は全て開拓の時期があった。それぞれの国が少しずつ異なる開拓の経験があるが（例えば、オーストラリアの「仲間意識」と共同作業はアメリカ合衆国の個人主義よりも価値あるものとされている）、最初の人々の意志に反する荒涼とした時には敵対的な風景を手なずけるイギリス人の試みから出てきた性格は、それらの多くの国に共通して残された。もちろん、全ての人類は多かれ少なかれその領土を拡げようとしてきたことも事実である。

### 流動性
アメリカ合衆国はその歴史の大半で、特に19世紀半ばから20世紀初期にかけて、その職業的なものおよび物理的な面での流動性で例外的であった。アメリカは「機会のある土地」として知られ、この意味で個人にその属している階級や家庭という背景から脱出する機会を提供できることを誇りまた促進した。社会的に流動性には次のようなものがある。
- 職業：子供達は親の選択したものに拠らずに容易に職業を選べた。
- 物理的側面：地理的な場所は静的なものとは見られず、市民はしばしば自由に長距離でも境界なしに居所を変えた。
- 身分：多くの国では家族の位置付けや富がしばしば上流の社会集団に留まる手段であった。アメリカは貧しい移民から上流まで一生懸命働く者なら誰でも生まれた環境に拘らず同じような位置付けを指向できるという、一般に許容された知恵によって著しく他とは異なっていた。生まれた環境はアメリカの文化の中で上流階級あるいは高位の政治的身分に進むために社会的障害とはならなかった。このことは、他の国で多くの高い官職が社会的に決定付けられ適当な社会集団に生まれていなければ通常は入っていくのが難しかったことと、対照的であった。しかし、過去の経歴によらず、アメリカ合衆国はもはや例外的社会流動性は失われてしまった。2005年の研究では、ヨーロッパやカナダで貧乏な家庭に生まれた子供達の方がアメリカ合衆国で生まれた貧乏な家庭に生まれた子供達よりも富を築く可能性が高いとのことである[5]。

### アメリカ合衆国の独立
アメリカ合衆国の独立（英語ではRevolution「革命」と表現される）は「例外主義者」の理論的闘争が主導的要因だったと言われている。独立戦争の時の知識人、トマス・ペインやトーマス・ジェファーソンはヨーロッパのそれまでの国家とは基本的にほぼ間違いなく異なる国家としてアメリカを形作り、現在に繋がる立憲共和制を作り上げた。革命については特異なものではないと反論する者もいる。イギリスの名誉革命はアメリカの独立よりも1世紀近く前のことであるが、立憲君主制を打ち立てた。フランス革命も間違いなく近代的民主主義の形態に繋がっていった。